# Phare d'Osmussaar
Le phare d'Osmussaar (en estonien : Osmussaar  Tuletorn) est un phare situé sur l'île d'Osmussaar de la commune de Noarootsi dans le Comté de Lääne, en Estonie.
Il est géré par l'Administration maritime estonienne ,.

## Histoire
La première balise en pierre sur Osmussaar a été construite en 1765. En 1804, elle a été surélevée et équipée d'une lanterne contenant un dispositif d'éclairage catoptrique avec 24 lampes et réflecteurs. En 1814, le phare s'est effondré à cause de l'érosion de la falaise et a été remplacé par une tour temporaire en bois.
En 1850, un nouveau phare en pierre a été construit et équipé d'un dispositif d'éclairage à lentille de Fresnel dioptrique en 1875. En 1902, le phare a été alimenté par l'électricité.
Le phare a été détruit par les troupes soviétiques avant l'évacuation en 1941. En 1946, une lanterne temporaire en bois qui fut remplacée par une tour en béton armé de 35 mètres de haut qui était utilisée jusqu'en 1954.
Le phare actuel a été construit en 1954, sur la pointe nord-est de l'île pour remplacer la structure de bois temporaire qui a été érigée après la guerre. Osmussaar est une petite île à la pointe extrême nord-ouest d(Estonie , au début du golfe de Finlande.

## Description
Le phare  est une tour circulaire en béton armé, montée sur une base carrée d'un étage de 35 mètres de haut, avec une galerie et une lanterne noire. La tour de 4 étages est peinte en bandes horizontales blanches et noires. Il émet, à une hauteur focale de 39 mètres, deux éclats blancs toutes les 18 secondes. Sa portée nominale est de 11 milles nautiques (environ 20 km).
Le phare marque le passage de la mer Baltique dans le golfe de Finlande.
Identifiant : ARLHS : EST-009 ; EVA-425 - Amirauté : C-3760 - NGA : 12748 .

## Caractéristique duFeu maritime
Fréquence : 18 secondes (W)
- Lumière : 1 seconde
- Obscurité : 2 secondes
- Lumière :2 secondes
- Obscurité : 13 secondes

|          |
| Le phare |

|                 |
| Île d'Osmussaar |

### Lien connexe
- Liste des phares d'Estonie